# ジャバウォック

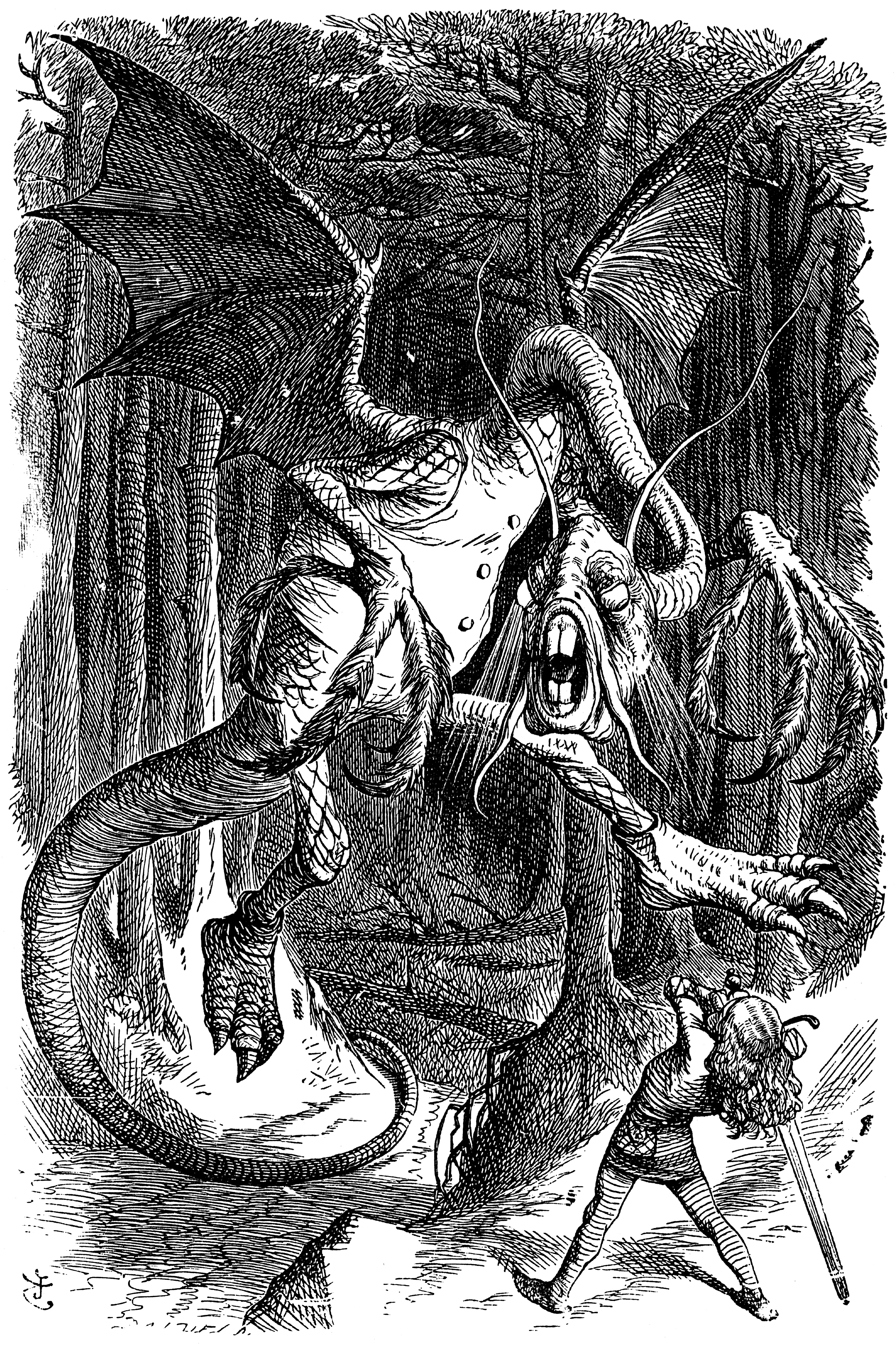
ジョン・テニエルの挿絵で描かれた「ジャバウォック」

ジャバウォック（英：Jabberwock）は、ルイス・キャロルによるイギリスの児童小説『鏡の国のアリス』にある架空の生物。同書の中に登場する詩『ジャバウォックの詩』の中で語られている。日本語では「ジャバーウォック」「ジャヴァウォック」「蛇馬魚鬼」「邪歯羽尾ッ駆」などの表記もある。ラムトンのワームとソックバーンのワームの伝説が元になったという。

## 原典
ジャバウォックは『鏡の国のアリス』の物語自体には登場せず、物語内で登場する書物の詩『ジャバウォックの詩』の中で語られている生物である。
詩の文面によれば、姿は「The jaws that bite, the claws that catch（食らいつくその顎、かきむしるその爪）」「The Jabberwock, with eyes of flame（らんらんたる眼〈まなこ〉燃やしたる）」とあり、性格は「manxome（ひとごろしき）」と形容されている。その動向については「Came whiffling through the tulgey wood（おぐらてしき森の奥より、ひょうひょうと風切り飛びきたり）」「He took his vorpal sword in hand（けしにぐの剣〈つるぎ〉、手に取りて）」「He left it dead, and with its head（横たわる死体より、刎ねたる首をば小脇にかかえ）」と、森から現れたジャバウォックが退治される様子が述べられている。
その形態は、詩には明確な姿の描写がないが、『鏡の国のアリス』に挿絵を寄せたジョン・テニエルの画では、細い体格のドラゴンのような姿で描かれている。体高は人間の2倍から3倍程度で、頭は魚のようで、額には2本の触角状のもの、口元にも2本の触手またはヒゲのようなもの、口の中には鋭い門歯が確認できる。首は細長く、体は爬虫類状の鱗に覆われており、直立歩行する恐竜のように腕と脚を2本ずつ、手足にそれぞれ3本と4本ずつの鋭い鉤爪を持ち、長い尾、背中にコウモリのような翼がある。しかしその恐ろしげな姿は、あまり目のよくなさそうな表情や、中産階級の着るようなベストとスパッツを胴体に身に着けていることでいくぶん和らげられている。

## 言語的解釈

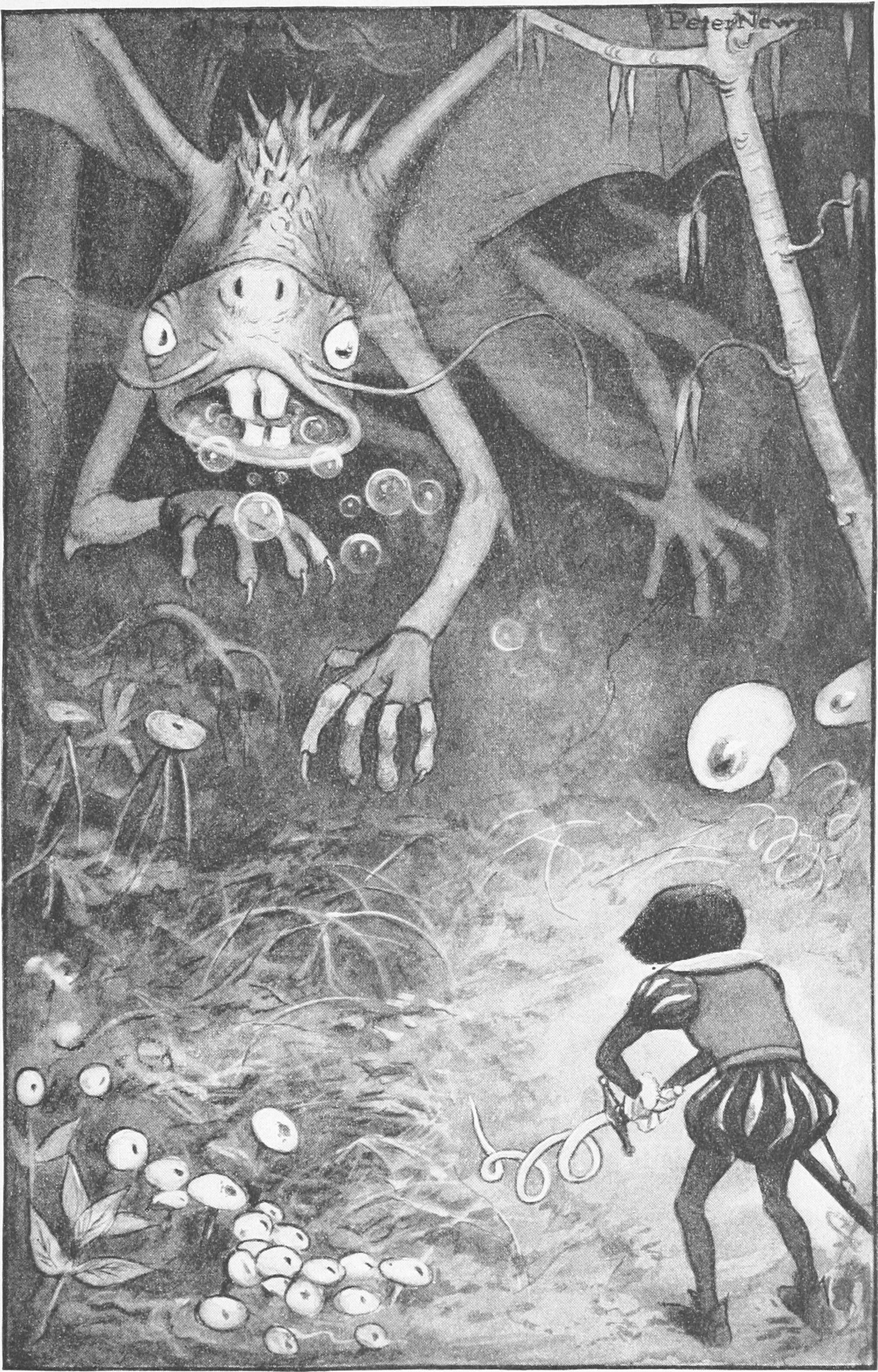
ピーター・ニューエルの挿絵によるジャバウォック（1902年）

『ジャバウォックの詩』における「ジャバウォック」が何を象徴するかについては、様々な解釈が唱えられている。
名称については、言語学者エリック・パートリッジはテニエルの挿絵からの推測により「jab（一突き）」または「jatter（粉々に砕く）」と「wacker（巨大なもの）」を由来とする説を唱えており、ほかにも、「jabber（わけのわからないことをぺらぺら喋る）」が語源とする説、またはこれらと「jatter」「wock（子孫、果実）」などの合成語などの諸説があるが、結論には至っていない。
もっとも作者のルイス・キャロル自身は、読者からのジャバウォックに関する手紙の返信の中で、アングロサクソン語で「ジャバ」は「熱狂的な発言」または「侃侃諤諤の議論」、「ウォック」は「子孫」、そして「ジャバウォック」は「激論の賜物」または「議論の賜物」を意味すると講釈している。そのためにジャバウォックは、このように論議されることを前提に創作された怪物とする解釈もある。
英文学者の高橋康也は、ジャバウォックを「わけのわからない言葉を発する声」、転じて「言語の混沌」「言語の存立を脅かす騒音」の象徴と捉え、ジャバウォックの退治とはすなわち「言語の混沌を整え、新たな秩序を言語にもたらすこと」と述べている。また、原典においてはジャバウォックの首を撥ねた剣「vorpal sword」が小文字で「vorpal」と書かれていることから、この語源を名詞ではなく形容詞の「vorpal（鋭い）」、または言葉を示す「verbal」と（絶対の）真理を示す「gospel」の合成語として「真理の言葉」と解釈することで、「ジャバウォックの詩」は怪物退治の話などではなく、無意味なことを喋るばかりの論議の場を真理の言葉で一刀両断する比喩だとする解釈も存在する。その傍証を思わせるものとして、キャロルによる『スナーク狩り』の第5章「ビーバーの授業」では、ビーバーが大量の紙とペンで書き付けを始めたところ、正体不明の奇怪な怪物が現れるという場面があり、これは言語や文字を怪物として視覚化したものとも考えられている。ただしキャロル自身は、前述の剣については「剣が何かなんて説明できない」と述べている。
ほかにも、ジャバウォックはキャロルの創作したナンセンスな詩そのものとする解釈や、『ジャバウォックの詩』がもともとナンセンスな詩であるため、ジャバウォックがどんな怪物なのかを理解しようとする努力自体が無意味であり、「議論の賜物」であるジャバウォックの存在も、この詩自体も大した意味がないという意見もある。
また、詩の中でジャバウォックには「manxome」という形容詞が付いているが、これは「Manx（マン島の形容詞形）」などが由来と考えられ、イギリスとアイルランドの間にある実在のこの島・マン島は、12世紀のイングランドの『アイルランド地誌』には「有毒の爬虫類が存在する」とあることから、ジャバウォックの登場する物語の舞台はマン島がモデルと考えられている。後にキャロルが前述の『スナーク狩り』を著するに当たり、キャロルは同作について「ジャブジャブとバンダースナッチが出没する島が舞台です──まさにジャバーウォックが殺された島にちがいありません」と述べている。
『鏡の国のアリス』は言葉遊びやなぞなぞ、かばん語と呼ばれる独特の造語による遊びで彩られた物語であり、ジャバウォックをその象徴とする意見もある。
なお、前述のようにジャバウォックの名称を「jabber（わけのわからないことをぺらぺら喋る）」が語源とする説が転じ、後に『ジャバウォックの詩』の原典でのタイトル「jabberwocky」は「無意味な言葉」「わけのわからない言葉」を指す英単語としても用いられている。

## 怪物としての解釈
ファンタジーを取り扱った書籍では、ジャバウォックをドラゴンのような怪物の一種として解釈していることが多い。原典の詩の文面から、ジャバウォックは森に生息しており、鋭い鉤爪と牙による攻撃を得意とし、燃えるような赤い目を持ち、ふらふらと、または揺れるようにゆらゆらとした感じで歩く怪物などと解釈されている。詩の中では剣で首を斬られて簡単に退治されてしまったため、それほど強くない怪物との解釈もある。

## 他作品での扱い
本来は『鏡の国のアリス』のキャラクターとして登場したジャバウォックだが、後には一般化し、多くの作品に登場している。
『不思議の国のアリス』のその後の物語として製作されたアメリカの実写映画作品『アリス・イン・ワンダーランド』（2010年）では、原典よりもアレンジされたキャラクターが多く登場する中、ジャバウォック（作中では『ジャバウォッキー』と呼称）は徹底してテニエルの挿絵に忠実な造形で登場している。本作では前述の「vorpal sword」を固有名詞「ヴォーパルの剣」として解釈しており、この剣を手にしたアリスとジャバウォックの対決が、テニエルの挿絵に忠実な描写のもとに描かれている。
1977年のイギリスのファンタジー映画『ジャバーウォッキー』では、ジャバウォックは、『ジャバウォックの詩』の原典にある「manxom（ひとごろしき）」のとおり、まさしく人食いの怪物として登場しており、容姿はテニエルの挿絵と比較すると鳥に近い姿にアレンジされている。作中では、ジャバウォックの犠牲になった者は必ず肋骨が白く剥き出しになるという特徴があり、これは『スナーク狩り』においてバンダースナッチの犠牲となった者の衣服が恐怖のあまり真っ白に染まったという描写の影響とも見られている。
1997年開始の日本の漫画『ARMS』では、ジャバウォックは「ARMS」と呼ばれる意思を宿したナノマシンの一種の名称として用いられ、ジャバウォックの名に恥じない強力な力を持つものとして描写されている。
このほか、各種ゲーム作品の登場キャラクターとしても用いられており、ゲームの中ではグリフォン、ワイバーン、ドラゴンなどと比較しても遜色のない攻撃力を持つ、かなりの強力なキャラクターとされることもある。またジャバウォックを倒した武器「vorpal sword」もまた、ファンタジー系のロールプレイングゲームに登場する「ヴォーパルブレード」「ヴォーパルウェポン」など、強力な名剣の語源になっている。
しかしながらジャバウォックの知名度がこのように向上し、挿絵の影響によりその姿が有名になっているにもかかわらず、ジャバウォックがどのように原典で扱われているかはあまり知られていない。これは前述のように、ジャバウォックは『鏡の国のアリス』の物語自体に登場するわけではないためと見られている。